# Likör

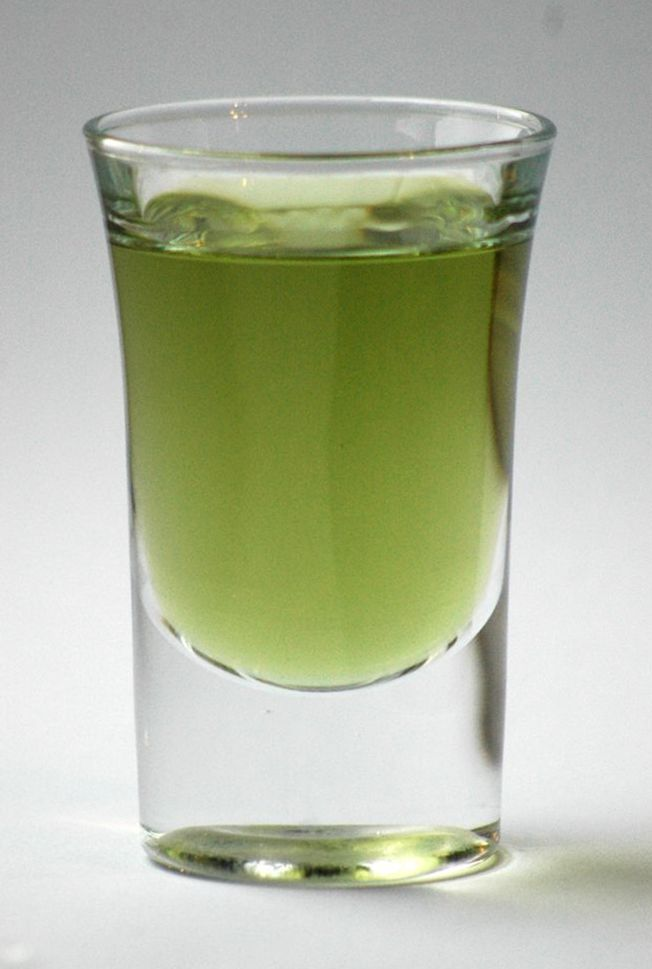
Ein Glas Kräuterlikör

Liköre (franz. Lehnwort liqueur, von lat. liquor für „Flüssigkeit“) sind aromatische Spirituosen mit relativ hohem Zuckergehalt (mindestens 100 Gramm pro Liter). Der Alkoholgehalt liegt normalerweise bei 15 bis 35 % Vol, es gibt aber auch stärkere, zum Beispiel Chartreuse verte mit 55 % Vol, sogar 60 % Vol beim in Bayern lokal erhältlichen Waldpropheten, und schwächere Liköre.

## Geschichte

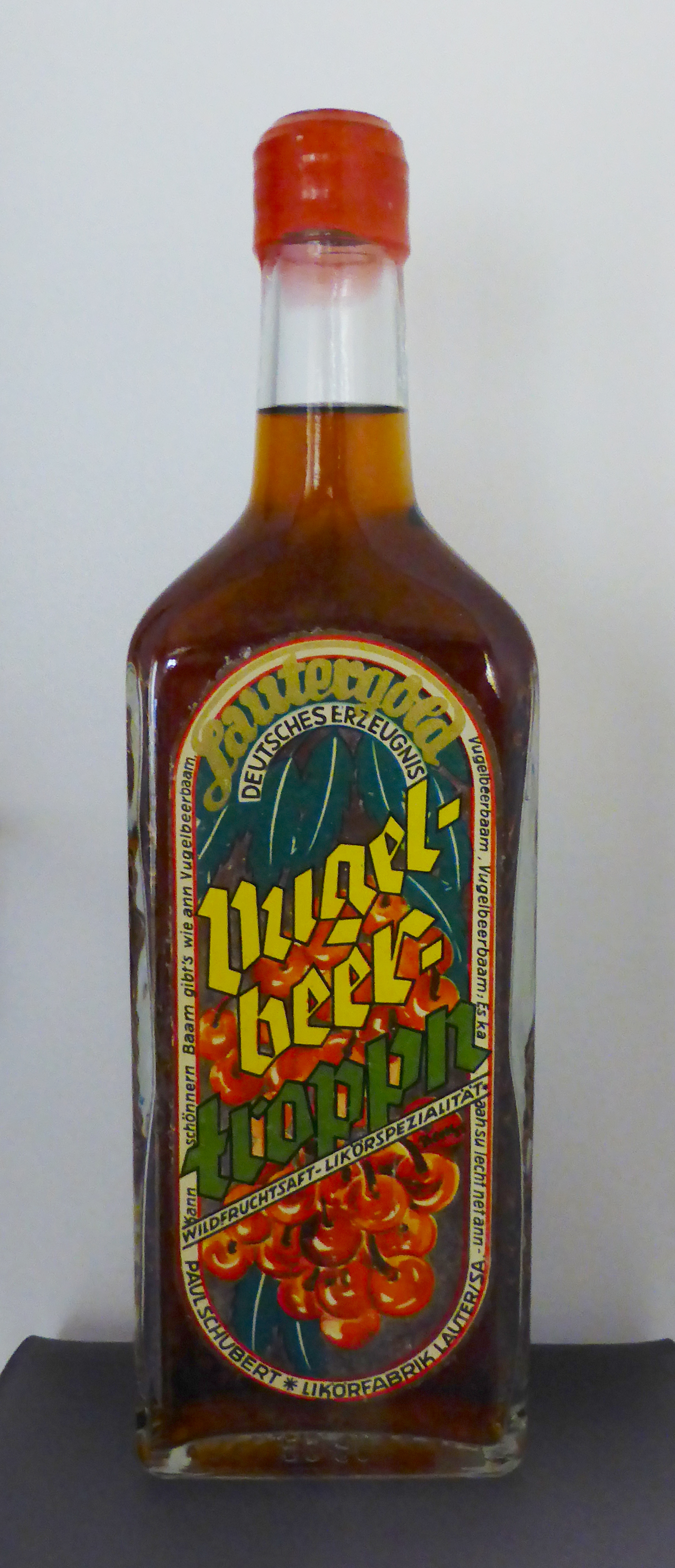
Lautergold Vugelbeertroppn (Ebereschenlikör) um 1930

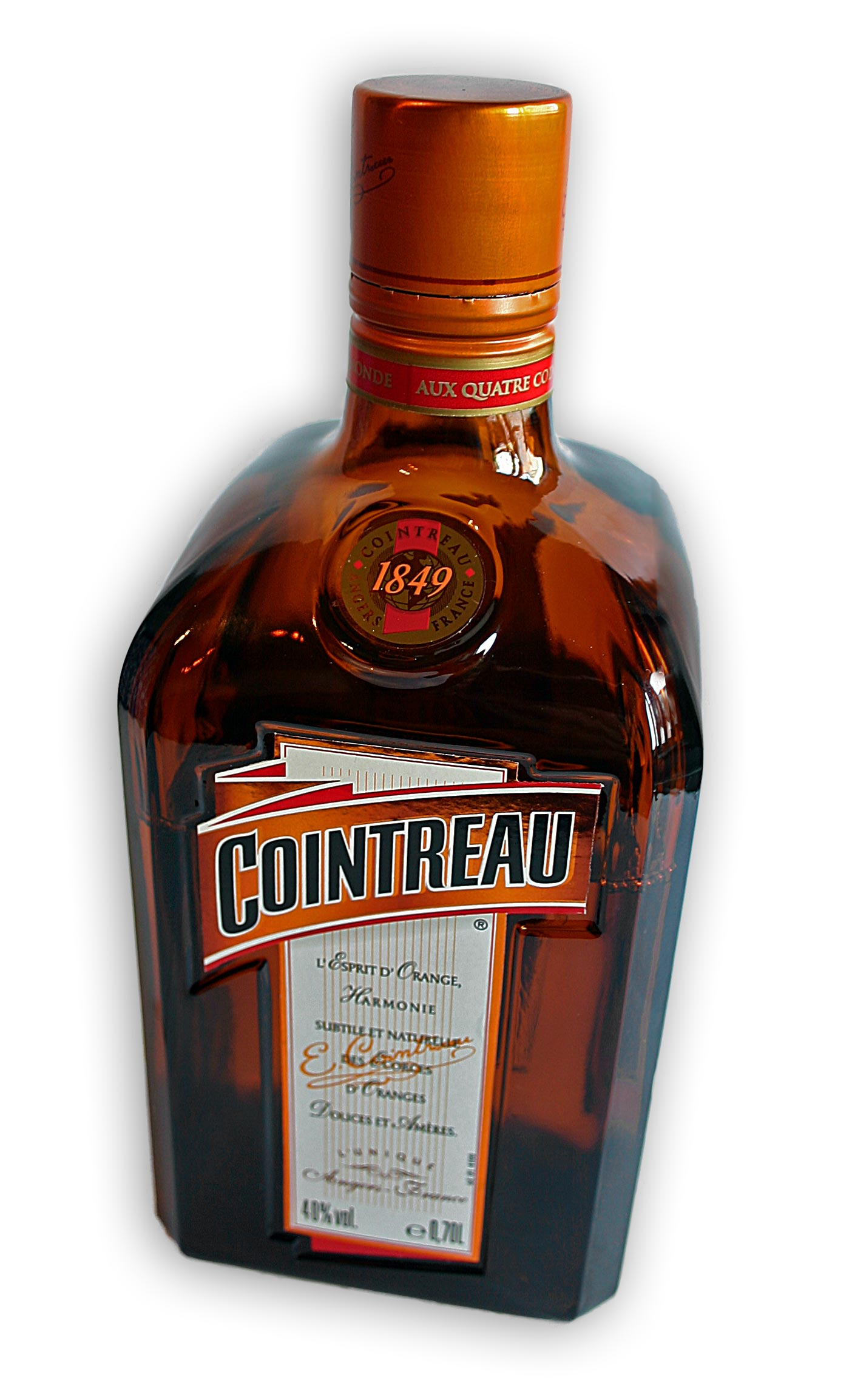
Orangenlikör Cointreau

Als Vorläufer der heutigen Liköre gelten unter anderem die aromatisierten Weine der römischen und griechischen Antike. Im Geschmack ähnlich sind auch manche Obst- und Fruchtweine Mitteleuropas wie der schwarze Ribiselwein (Johannisbeere).

### In der Medizin
Arnaldo von Villanova, Rektor der medizinischen Fakultät der Stadt Montpellier, die damals zu Katalonien gehörte, brachte im letzten Viertel des 13. Jahrhunderts die Technik der Destillation – zur Erzeugung von alkoholischen Getränken mit einem höheren Alkoholgehalt als Bier oder Wein – von einem Kreuzzug mit nach Europa.
In Alkohol und Alkoholwassergemische legte er eine Vielzahl von Heilpflanzen ein, um deren Wirkstoffe herauszulösen. Diese Technik nennt man Mazeration. Sie gehört neben dem Destillieren noch heute zu den beiden Grundtechniken der Likörherstellung. Die Mazeration kann von ein paar Stunden bis zu mehreren Wochen dauern.
Nach der Mazeration wird der Alkohol mitsamt den extrahierten essenziellen Ölen noch ein- bis zweimal destilliert. Die zweite Destillation bezeichnet man als Rektifikation. Um die Pflanzenauszüge genießbar zu machen, rundete Villanova den Geschmack mit Honig ab.
Als Heilmittel blieben diese und ähnliche Mischungen die Domäne der Apotheken und der Klöster mit ihren Kräutergärten.
Kräuterauszüge mittels Alkohol ohne Zuckerzusatz werden noch heute in Apotheken angeboten, z. B. Kamillen- oder Salbeiauszug.

### Als Genussmittel
Bereits im 14. Jahrhundert begann man Liköre für den gleichzeitigen Genuss von Alkohol, Aroma und Süße herzustellen.
Aufgrund der sehr hohen Zuckerpreise war der Genuss von Likören bis ins 17. Jahrhundert auf die wohlhabendsten Schichten der Bevölkerung begrenzt. Als die italienische Adlige Katharina von Medici 1532 den französischen König Heinrich II. heiratete, gehörten ihrem Gefolge auch Spezialisten für die Herstellung von Likören an.
Seit Zucker, zuerst infolge des Kolonialismus, allgemein zur Verfügung steht, gibt es Liköre von fast allen bekannten Früchten und Kräutern. In Frankreich gab es praktisch in jedem Ort einen oder mehrere Liquoristen, die eine bunte Mischung von Likören herstellten. Einige dieser Marken haben eine lange Tradition, aber landesweite Verbreitung erreichten Likörmarken erst im 19. Jahrhundert.
Zu den traditionsreichsten, noch heute am Markt tätigen Herstellern gehören die niederländischen Unternehmen Bols (Spirituosenherstellung seit 1575), De Kuyper (seit 1695) und die französische Firma Marie Brizard (seit 1755). Der bekannte Klosterlikör Chartreuse wird seit dem 18. Jahrhundert hergestellt, die kommerzielle Produktion des ebenfalls angeblich auf alte Klosterrezepturen zurückgehenden Bénédictine begann 1863. Ebenfalls in der zweiten Hälfte des 19. Jahrhunderts entstand der Curaçao-Likör Cointreau. Zu den traditionsreichsten deutschen Likören zählt „Der Lachs zu Danzig“. 1876 gründete Eugen Verpoorten in Heinsberg die Liqeur-Fabrik & Colonialwaaren von H. Verpoorten, in der er erstmals kommerziell Eierlikör herstellte.

## Likör heute
In der EU hergestellter Likör muss einen Mindestgehalt von 100 g Invertzucker pro Liter Fertigspirituose aufweisen. Es kann auch anderer Zucker verwendet werden, der Süßegrad muss jedoch dem von mindestens 100 g Invertzucker je Liter entsprechen. Jede Spirituose, die mindestens diesen Zuckergehalt enthält, ist ein Likör. Crèmes sind besonders süße Liköre mit einem Zuckergehalt von mindestens 250 g pro Liter, bei Crème de Cassis sind mindestens 400 g pro Liter vorgeschrieben. Crèmes werden hauptsächlich zur Zubereitung von Cocktails verwendet.
Liköre sind Branntweine im steuerrechtlichen Sinne und unterlagen daher, bis zu ihrer Abschaffung am 31. Dezember 2017, der Branntweinsteuer. Seit dem 1. Januar 2018 unterliegen sie, zusammen mit allen anderen alkoholischen Waren, dem Alkoholsteuergesetz.
Neben der klassischen Technik der Mazeration werden Liköre heute auch teilweise schlicht durch Mischung von Fruchtsirup und/oder Aromen mit Zucker, Alkohol und Wasser gewonnen. Ihre Farbe erhalten die meisten Liköre durch zugesetzte Farbstoffe, dabei sind sowohl natürliche als auch künstliche Farbstoffe zulässig.

## Der Likörmarkt in Deutschland
Im Jahr 2005 wurden in Deutschland etwa 140 Millionen Liter Likör verkauft. Den größten Anteil daran hatten Halbbitterliköre (allein deren Einzelhandelsumsatz in Geschäften über 200 m² betrug 43 % vom gesamten Likörmarkt), gefolgt von Eierlikören (16,6 %) und Sahnelikören (10,7 %). 2004 betrug der Pro-Kopf-Verbrauch knapp zwei Liter und damit etwa ein Drittel des Pro-Kopf-Verbrauchs an Spirituosen insgesamt (5,9 Liter).

## Definition gemäß Österreichischem Lebensmittelbuch
Das Österreichische Lebensmittelbuch definiert im Codex-Kapitel B 23:
„Liköre sind versüßte Spirituosen, die unter Verwendung von Zucker, geeigneten Zuckerarten oder Honig hergestellt werden. Weiters werden nachstehende Stoffe verwendet: Ethylalkohol landwirtschaftlichen Ursprungs oder andere alkoholische Flüssigkeiten wie Edelbranntweine, Geiste, Spritdurchzüge, alkoholische Auszüge, Destillate, Wein, Obstwein, frische Früchte, eingelegte und getrocknete Früchte, Fruchtpasten, Fruchtsäfte, Kräuter, Eier, Kakao, Kaffee, Tee, Milch, Schokolade usw., Aromen, spezielle Zusätze wie Genusssäuren, Blattgold usw.“